# Sean Vanaman
 (juin 2014).
Si vous disposez d'ouvrages ou d'articles de référence ou si vous connaissez des sites web de qualité traitant du thème abordé ici, merci de compléter l'article en donnant les références utiles à sa vérifiabilité et en les liant à la section « Notes et références ».
Sean « Famous » Vanaman (né le 16 juin 1984) est un game designer, scénariste, et podcasteur américain. Il est le scénariste des jeux The Walking Dead et Puzzle Agent 2. Il a écrit le scénario du troisième épisode de Tales of Monkey Island, a été le designer de Wallace and Gromit's Grand Adventures, ainsi que le scénariste du troisième épisode : Muzzled. C'est l'un des quatre podcasteurs sur Idle Thumbs, parmi Chris Remo, Jake Rodkin et Nick Breckon.

## Carrière
Pendant qu'il étudie à l'Université de Californie du Sud, il rejoint Buena Vista Games, qui devient par la suite Disney Interactive Studios. En 2008, il est embauché chez Telltale Games en tant que scénariste et game designer. En septembre 2013; lui et Jake Rodkin quittent Telltale, et se joignent à Olly Moss et Nels Anderson (designer de Mark of the Ninja) pour créer leur propre studio qu'ils nomment Campo Santo.

## Ludographie
- 2009 - Wallace and Gromit's Grand Adventures, co-designer, co-scénariste (Telltale Games)
- 2009 - Tales of Monkey Island, scénariste, design de l'épisode (Telltale Games)
- 2010 - Sam and Max: The Devil's Playhouse, design de l'épisode, épisode The City that Dares Not Sleep (Telltale Games)
- 2010 - Nelson Tethers: Puzzle Agent, co-scénariste, puzzle design (Telltale Games)
- 2010 - CSI: Fatal Conspiracy, design additionnel (Telltale Games)
- 2010 - Poker Night at the Inventory, chef de projet (Telltale Games)
- 2010 - Epic Mickey, The Disney Epic Mickey Think Tank 2004 (Disney Interactive Studios)
- 2011 - Puzzle Agent 2, co-scénariste, co-directeur du projet (Telltale Games)
- 2012 - The Walking Dead, co-directeur du projet (Telltale Games)
- 2015 - Firewatch, co-directeur du projet et scénariste (Campo Santo)